# Baxtiyor Saidov

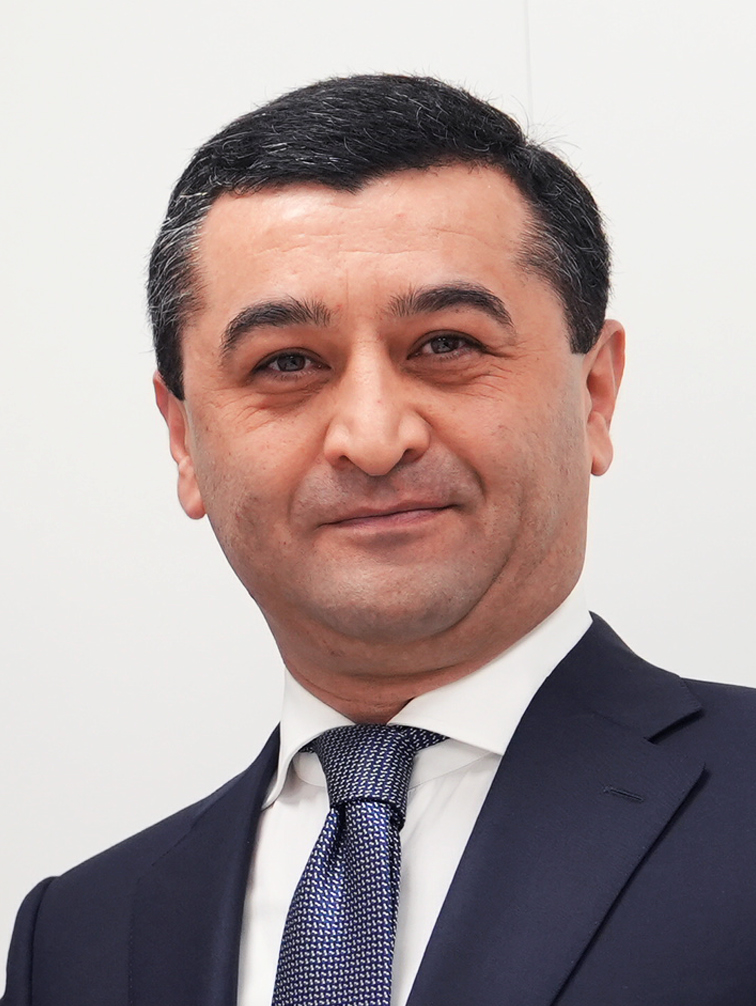
Baxtiyor Saidov, 2024

Baxtiyor Odilovich Saidov (* 22. April 1981 in Samarkand, Usbekische SSR) ist ein usbekischer Politiker und Diplomat. Er ist Außenminister und war zuvor Bildungsminister von Usbekistan.

## Leben
Im Jahr 2002 beendete er sein Studium an der Staatlichen Wirtschaftsuniversität Taschkent.
Im selben Jahr begann er seine politische Karriere als Praktikant im usbekischen Außenministerium. In den Jahren 2003 bis 2008 hatte er leitende Positionen in der Staatlichen Aktiengesellschaft Orta Osiyo Trans, der Agentur Uzinfoinvest und anderen Abteilungen des Ministeriums für Außenwirtschaftsbeziehungen, Investitionen und Handel der Republik Usbekistan. Von 2009 bis 2013 arbeitete er als Berater für Handels- und Wirtschaftsfragen der Botschaft Usbekistans in Südkorea und leistete einen wesentlichen Beitrag zur Entwicklung der Wirtschaftsbeziehungen zwischen Usbekistan und Südkorea.
Von 2013 bis 2015 arbeitete er als Leiter der Abteilung für die Begutachtung und Überwachung internationaler Verträge des Ministerkabinetts der Republik Usbekistan.
Von 2015 bis 2017 war er erster stellvertretender Vorsitzender General Manager von „Uzbekengilsanoat“ JSC. Ab Juli 2017 war er als außerordentlicher und bevollmächtigter Botschafter der Republik Usbekistan in der Volksrepublik China sowie gleichzeitig in der Mongolei (ab April 2018) und der Republik der Philippinen (ab Juli 2019) mit Wohnsitz in Peking tätig.
Am 17. November 2021 wurde er per Dekret des Präsidenten Usbekistans zum Minister für öffentliche Bildung Usbekistans ernannt.
Am 25. April 2023 wurde Saidov zum Außenminister ernannt, nachdem er dieses Amt seit Dezember 2022 bereits kommissarisch innehatte.

## Auszeichnungen
- Im Jahr 2018 wurde Saidov per Dekret des Präsidenten von Usbekistan mit dem Orden Dustlik ausgezeichnet.
- 2020 wurde ihm der Titel eines Honorarprofessors der Jiangxi University (China) verliehen.
- Im Jahr 2020 wurde ihm auf Beschluss des Rates der Verteidigungsminister der SOZ eine Auszeichnung für seinen Beitrag zur Entwicklung von „Freundschaft und Zusammenarbeit im militärischen Bereich“ verliehen.